# Take Moon
```
            Pegi 12 
```

TAKE MOON (テイク・ムーン, Teiku Mūn) est une série de mangas comique basée sur l'univers de TYPE-MOON. Dessinée par Eri Takenashi, elle fut d'abord publiée dans différents périodiques de manga sur des œuvres de TYPE-MOON avant d'être éditée par Ichijinsha et compilée en deux volumes tankōbon.
Une série d'OAV adaptant le manga, intitulée Carnival Phantasm (カーニバル・ファンタズム, Kānibaru Fantazumu), est produite à l'occasion pour célébrer les dix ans de TYPE-MOON,.
Ces séries se concentrent sur des situations amusantes et absurdes qui se produisent aux différents personnages des franchises de TYPE-MOON, principalement de Fate/stay night et Tsukihime.

## Intrigue
L'Ahnenerbe est un pub/magasin qui apparaît et disparaît entre les mondes parallèles. Une fois tous les dix ans, un événement appelé « Le Moment du Carnaval » se produit, où les récits d'autres dimensions et les mondes se croisent, permettant aux personnages de ses diverses histoires de se rencontrer. Au cours de ce Moment du Carnaval particulier, une multitude de personnages des œuvres de TYPE-MOON se rencontrent, principalement de Fate/stay night et Tsukihime. Ces personnages sont ensuite soumis à une série de situations et de parodies qui ne sont pas vues dans leurs œuvres respectives dont ils proviennent.

## Personnages

### Personnages de la franchiseFate
Shirō Emiya (衛宮 士郎, Emiya Shirō)
Voix japonaise : Noriaki Sugiyama
Saber (セイバー, Seibā)
Voix japonaise : Ayako Kawasumi
Rin Tōsaka (遠坂 凛, Tōsaka Rin)
Voix japonaise : Kana Ueda
Sakura Matō (間桐 桜, Matō Sakura)
Voix japonaise : Noriko Shitaya
Rider (ライダー, Raidā)
Voix japonaise : Yū Asakawa
Illyasviel von Einzbern (イリヤスフィール・フォン・アインツベルン, Iriyasufīru fon Aintsuberun)
Voix japonaise : Mai Kadowaki
Berserker (バーサーカー, Bāsākā)
Voix japonaise : Tadahisa Saizen
Bazett Fraga McRemitz (バゼット・フラガ・マクレミッツ, Bazetto Furaga Makuremittsu)
Voix japonaise : Hitomi Nabatame
Caren Ortensia (カレン・オルテンシア, Karen Orutenshia)
Voix japonaise : Ami Koshimizu

### Personnages de la franchiseTsukihime
Shiki Tōno (遠野 志貴, Tōno Shiki)
Voix japonaise : Kenji Nojima
Arcueid Brunestud (アルクェイド・ブリュンスタッド, Arukweido Buryunsutaddo)
Voix japonaise : Ryōka Yuzuki
Ciel (シエル, Shieru)
Voix japonaise : Kumi Sakuma
Akiha Tōno (遠野 秋葉, Tōno Akiha)
Voix japonaise : Hitomi
Hisui (翡翠, Hisui)
Voix japonaise : Miyu Matsuki
Kohaku (琥珀, Kohaku)
Voix japonaise : Naoko Takano
Satsuki Yumizuka (弓塚 さつき, Yumizuka Satsuki)
Voix japonaise : Omi Minami

## Manga
TAKE MOON est une série de mangas d'histoires courtes dessinée par Eri Takenashi. Elle était publiée dans les différents périodiques de manga de TYPE-MOON, à savoir Tsukihime Comic Anthology, MELTY BLOOD Comic Anthology et Fate/stay night Comic Anthology, avant d'être éditée par Ichijinsha qui l'a compilée en deux volumes tankōbon,.
Une édition spéciale compile les deux volumes précédents, celle-ci publié le 26 novembre 2011. Elle est vendue en même temps qu'un nouvel épisode de Carnival Phantasm, et comprend également une collection d'illustration en couleurs d'Eri Takenashi et une boîte deluxe,.

### Liste des volumes
| no | Japonais         | Japonais          |
| no | Date de sortie   | ISBN              |
| --- | ---------------- | ----------------- |
| 1 | 25 juin 2004     | 978-4-7580-0188-5 |
| 2 | 9 août 2006      | 978-4-7580-0336-0 |
| Spécial                                                                                               | 26 novembre 2011 | 978-4-7580-6282-4 |
| Publiée avec un OAD de Carnival Phantasm nommé EX season, une collection d'image et une boite deluxe. |                  |                   |

## Carnival Phantasm
À l'occasion des dix ans de TYPE-MOON, une adaptation anime de Take-Moon a été annoncée. Il s'agit d'une série d'OAV s'intitulant Carnival Phantasm (カーニバル・ファンタズム, Kānibaru Fantazumu),. Ces vidéos originales d'animation sont produites par le studio Lerche avec Seiji Kishi à leur réalisation, les scénarios de Makoto Uezu et les compositions musicales de Yasuharu Takanashi.
L'anime a été divisé en plusieurs saisons et chacune d'entre elles contiennent 4 épisodes. La première saison est sortie le 12 août 2011, la deuxième le 28 octobre 2011 et la troisième saison le 31 décembre 2011. Un épisode supplémentaire intitulé "Carnival Phantasm EX Season" a été publié avec la version compilée du manga TAKE MOON le 26 novembre 2011.
La chanson de l'opening de la série, intitulé Super☆Affection (すーぱー☆あふぇくしょん, Sūpā☆Afuekushon), est interprété par Minami Kuribayashi, Miyuki Hashimoto, Faylan, Aki Misato, yozuca* et rino, tandis que celle de l'ending, interprétée par Masaaki Endoh, s'intitule Fellows.

### Liste des épisodes
| No | Titre en français                                            | Titre original                                                                              | Date de sortie   |
| --- | ------------------------------------------------------------ | ------------------------------------------------------------------------------------------- | ---------------- |
| 1 | Le 5e Grand Conflit des magiciens : La Guerre du Saint Graal | 第5次魔術師大激突チキチキ聖杯戦争 Dai-go-ji majutsushi dai-gekitosu ChikiChiki seihai sensō | 12 août 2011     |
| La Guerre du Saint Graal est réduite à un jeu télévisé farfelu. |                                                              |                                                                                             |                  |
| 2 | Doki☆Melty Blood                                             | ドキッ☆メルティブラッド Doki☆Meruti Buraddo                                                 | 12 août 2011     |
| Les personnages féminins de Tsukihime participent à une partie de beach-volley qui devient dangereuse. |                                                              |                                                                                             |                  |
| 3 | C'est une rêverie de partout                                 | どこでもヒナタノユメ Dokodemo Hinata no Yume                                                | 12 août 2011     |
| Arcueid décide de s'inscrire à l'école pour être plus proche de Shiki. De plus, Illya crée des bétises en utilisant sa magie. |                                                              |                                                                                             |                  |
| 4 | Dokidoki ! La grande stratégie pour des rencards             | ドキドキデート大作戦 Dokidoki Dēto dai-sakusen                                              | 12 août 2011     |
| Shirou demande à Rin d'enregistrer une émission pour lui, mais il s'avère que cela est compliqué pour cette dernière. Puis, les principaux protagonistes de Fate/stay night et Tsukihime se rencontrent et discutent de leurs problèmes, à savoir comment ils peuvent accomplir leurs rencards avec toutes les héroïnes de leurs jeux respectifs le même jour. |                                                              |                                                                                             |                  |
| 5 | La Première commission de Berserker                          | バーサーカー はじめてのおつかい Bāsākā Hajimete no otsukai                                  | 28 octobre 2011  |
| Tout en étant envoyer faire une course pour sa Master, Berserker, sans le savoir, finit la Guerre du Saint Graal. |                                                              |                                                                                             |                  |
| 6 | TYPE-MOON : La série de romans télévisée Sakura              | 型月連続テレビ小説 さくら Katasuki renzoku Terebi shōsetsu Sakura                           | 28 octobre 2011  |
| Un épisode de feuilleton au style soap qui met en scène Rider dans ses tentatives de protéger Sakura de son frère malintentionné Shinji. |                                                              |                                                                                             |                  |
| 7 | Un cadeau d'expert                                           | 通な贈り物 Tsū na okurimono                                                                 | 28 octobre 2011  |
| Arcueid décide de cuisiner des okonomiyaki pour Shiki. Par ailleurs, avec Caster de Fate/stay night, l'épisode se focalise sur les travaux internes d'une femme qui se trouve être une otaku cachée. |                                                              |                                                                                             |                  |
| 8 | Saber travaille                                              | はたらくセイバー Hataraku Seibā                                                             | 28 octobre 2011  |
| Saber trouve un travail à l'Ahnenerbe, mais dès son premier jour, la situation devient presque chaotique. |                                                              |                                                                                             |                  |
| Spécial | Le Château d'Illya                                           | イリヤ城 Iriya Jō                                                                           | 28 octobre 2011  |
| Il s'agit d'un playthrough du mini-jeu dans Fate/hollow ataraxia, le Château d'Illya ; les doubleurs de Fate/stay night offrent des commentaires hilarants en direct à travers leurs personnages. |                                                              |                                                                                             |                  |
| EX season | Pas de traduction officielle                                 |                                                                                             | 26 novembre 2011 |
| Caren Ortensia essaie de contrôler le monde à l'aide de l'argent avec des degrés divers de succès, Phantas-Moon reçoit une adaptation cinématographique de son émission télé, et Shiki est impliqué dans un complot amoureux qui dure des années. |                                                              |                                                                                             |                  |
| 9 | Grand prix du Saint Graal                                    | SEIHAI GRANDPRIX                                                                            | 31 décembre 2011 |
| Les Masters et les Servants participent à une course sur route pour gagner le Saint-Graal. Grail-kun apparaît pour offrir des conseils douteux à Shinji. |                                                              |                                                                                             |                  |
| 10 | Détective laveur de cerveau et le retour de la loli          | 洗脳探偵ロリ返り Sennō tantei Rori gaeri                                                    | 31 décembre 2011 |
| Shiki est obligé de prendre soin de sa sœur après que la personnalité de cette dernière revienne à celle d'une enfant âgée de 4 ans. Kohaku crée des histoires basées sur le personnage enquêteur de Hisui avec des résultats comiques. |                                                              |                                                                                             |                  |
| 11 | Final Dead Lancer                                            | FINAL DEAD LANCER                                                                           | 31 décembre 2011 |
| Lancer est abordé par Grail-kun qui l'avertit de sa mort imminente dans l'histoire de Carnival Phantasm. |                                                              |                                                                                             |                  |
| 12 | Dokidoki! La grande stratégie pour des rencards - Réponse    | ドキドキデート大作戦 解答編 Dokidoki Dēto dai-sakusen - Kaitō-hen                           | 31 décembre 2011 |
| Il s'agit |                                                              |                                                                                             |                  |
| - | Fate/Prototype                                               | Fate/Prototype                                                                              | 31 décembre 2011 |
| Fate/Prototype est une version résumée du concept de l'histoire original de Fate/stay night qui suit l'héroïne Ayaka Sajō et une version masculine de Saber ainsi qu'un prototype de Lancer. |                                                              |                                                                                             |                  |
| Spécial | HibiChika Spécial                                            | ひびちかスペシャル Hibi Chika Supesharu                                                     | 7 juillet 2012   |
| Un nouvel épisode de Carnival Phantasm sorti avec le coffret Blu-ray du TYPE-MOON Fes - 10th Anniversary Event. |                                                              |                                                                                             |                  |

### Sources
1. 1 2  (en) « Eri Takenashi's Take Moon Type-Moon Anthologies Get Anime », sur Anime News Network, 24 novembre 2010 (consulté le 30 août 2017)
2. 1 2 3 4 5  (en) « Type-Moon's Carnival Phantasm Promos Streamed », sur Anime News Network, 24 juin 2011 (consulté le 30 août 2017)
3. 1 2  (en) « Take Moon to Bundle Carnival Phantasm Extra DVD », sur Anime News Network, 24 août 2011 (consulté le 30 août 2017)
4. ↑  (en) « Type-Moon's Carnival Phantasm Ad with Neco Arc Chaos Posted », sur Anime News Network, 21 octobre 2011 (consulté le 30 août 2017)
5. ↑  (ja) « Theme song », sur Site officiel, Type-Moon (consulté le 10 juillet 2017)

### Édition japonaise
Manga
1. 1 2 3  (ja) « TAKE MOON　武梨えりTYPE-MOON作品集 », sur Ichijinsha (consulté le 30 août 2017)
2. 1 2 3  (ja) « 武梨えりTYPE-MOON作品集TAKE MOON2 », sur Ichijinsha (consulté le 30 août 2017)
3. 1 2 3  (ja) « TAKE MOON 武梨えり TYPE-MOON作品集 特別版 », sur Ichijinsha (consulté le 30 août 2017)